# 8-я бомбардировочная авиационная бригада ВВС Балтийского флота
8-я бомбардиро́вочная авиацио́нная брига́да Вое́нно-возду́шных сил Краснознамённого Балти́йского фло́та Вое́нно-морско́го фло́та СССР — воинское соединение Военно-воздушных сил Краснознамённого Балтийского флота Военно-морского флота СССР в Великой Отечественной войне, действовавшее с апреля 1939 года по 12 июля 1943 года.
12 июля 1943 года переформирована в 8-ю минно-торпедную авиационную Гатчинскую Краснознамённую дивизию ВВС КБФ ВМФ СССР.

## История
Бригада сформирована в апреле 1939 года на основании приказа командующего Краснознамённым Балтийским флотом ВМФ СССР № 0044. В состав бригады вошли: 1-й МТАП (ДБ-3Б), 57-й СБАП (СБ), 15-й МБАП (ДБ-3Б и МБР-2).
Полки бригады принимали участие в боевых действиях против Финляндии во время Советско-финской войны (30 ноября 1939 — 12 марта 1940). За мужество и героизм 3-я АЭ 1-го МТАП была награждена орденом Красного Знамени (исключительный случай награждения не отдельного подразделения). Двое лётчиков бригады — майор Н. А. Токарев и ст. лейтенант Ф. Н. Радус были представлены к званию Героя Советского Союза.
В годы Великой Отечественной войны бригада находилась в составе действующей советской армии c 22 июня 1941 года по 12 июля 1943 года. Базировалась в Ленинградской области на аэродромах Беззаботное, Керстово, Котлы, Копорье, Клопицы.
По состоянию на 22 июня 1941 года на вооружении бригады были 15 СБ (из них два неисправных), 61 ДБ-3 (из них 4 неисправных) и 21 ДБ-3ф при 115 лётчиках, из которых 19 могли летать ночью. 
Боевые действия начала́ 24 июня 1941 года, когда практически в полном составе (70 самолётов) была поднята для уничтожения немецкого морского десанта, обнаруженного в двадцати милях севернее города Либавы (Латвийская ССР). Однако десант обнаружить не удалось и самолёты нанесли удар по запасной цели — порту Мемель (нацистская Германия). Во время вылета было потеряно 2 самолёта. По воспоминаниям П. И. Хохлова, штурмана 1-го минно-торпедного полка, «противник потерял два крупных транспорта с боевой техникой и сторожевой корабль, оказались выведенными из строя сложные портовые сооружения, разрушены причалы вместе с находящейся на них военной техникой». Однако, немецкая сторона отмечает почти полную безрезультатность вылета. 
Затем до конца июня 1941 года бригада была задействована против Финляндии на Советско-финском фронте Великой Отечественной войны: наносила бомбардировочные удары по аэродромам, бомбила пушечный завод в Турку, ставила ночью с воздуха мины на подходах к морским базам Хельсинки, Котка и Турку.
30 июня 1941 года в полном составе была поднята в воздух без истребительного прикрытия на бомбардировку переправ немецких войск через Западную Двину в Даугавпилсе (Латвийская ССР), при этом налёте понесла очень большие потери (43 машины), в основном за счёт действий 54-й истребительной эскадры (JG 54) люфтваффе: в бригаде осталось только 37 бомбардировщиков ДБ-3 и ДБ-3ф и 2 СБ. Этот день стал самым тяжёлым по потерям для авиации Балтийского флота за всё время войны.
Весь июль 1941 года бригада действовала в основном в интересах Северо-Западного фронта, нанося бомбовые удары по войскам противника в районе Луги, Осьмино, Кингисеппа, Гдова, озера Самро, Пскова, Порхова, Дна, Таллина.
13 июля 1941 года выполнила первую боевую задачу как соединение морской авиации: в Рижском заливе нанесла удар по конвою противника в составе сорока кораблей, идущих с войсками, вооружением и боеприпасами из Либавы в Ригу (Латвийская ССР). По отчётам бригады шесть транспортов были потоплены и четыре повреждены. В июле же опять предпринимала попытки бомбардировки порта Мемель.
Также всё время с начала войны осуществляла разведывательные вылеты.
В ночь с 7 на 8 августа 1941 года под командованием полковника Е. Н. Преображенского 1-й минно-торпедный авиационный полк из состава бригады, на основе которого была создана особая группа, нанёс с аэродрома «Кагул» на острове Эзель (Эстонская ССР; ныне — остров Сааремаа) — самой западной на тот момент точки суши, контролировавшейся советскими войсками, но уже оказавшейся в тылу у быстро продвигающихся войск вермахта — первый бомбовый удар по столице нацистской Германии Берлину.
С сентября 1941 года бригада действовала на подступах к Ленинграду: наносила удары по артиллерийским батареям противника, живой силе и технике на линии фронта, боевым кораблям и транспортам в Финском заливе и Балтийском море, устанавливала мины на морских фарватерах. Базировалась на аэродроме Богослово, используя ленинградский аэродром как резервный и как аэродром подскока. Так, 16 сентября 1941 года совершила налёт на Кириши, в том числе силами бригады 4-5 октября 1941 года был нанесён удар в районе Сашино — Низино, Новый Петергоф, с целью обеспечения высадки Петергофского десанта. В течение ноября-декабря 1941 года действовала на тихвинском направлении в районах Кириши — Будогощь, Тихвин. После окончания Тихвинской наступательной операции бригада действовала на ближних и дальних подступах к Ленинграду. Так, 15 декабря 1941 года ею был нанесён удар по Гдову, 9 января 1942 года — по Луге. В районе Ленинграда и над Балтийским морем бригада действовала до переформирования.
12 июля 1943 года была переформирована в 8-ю минно-торпедную авиационную Гатчинскую Краснознамённую дивизию ВВС КБФ ВМФ СССР.

## Подчинение
На протяжении всего времени своего существования бригада подчинялась Управлению Военно-воздушных сил Краснознамённого Балтийского флота Военно-морского флота СССР.

## Состав
- 1-й минно-торпедный авиационный полк ВВС Балтийского флота
- 21-й истребительный авиационный полк ВВС Балтийского флота (с июля 1942)
- 57-й бомбардировочный авиационный полк ВВС Балтийского флота
- 73-й бомбардировочный авиационный полк ВВС Балтийского флота (c сентября 1941)

## Командование
Командиры
- Логинов, Николай Константинович, полковник, март 1941 — 09.08.1942.
- Преображенский, Евгений Николаевич, полковник, 10.08.1942 — 23.03.1943.
- Суханов А. Н., полковник, 24.03.1943 — 12.07.1943.

Начальники штаба
Военные комиссары - начальники политотдела
- Александров, Николай Сергеевич, полковой комиссар, бригадный комиссар, ноябрь 1939 — июнь 1942.